# Clematis tamurae
Clematis tamurae är en ranunkelväxtart som beskrevs av T.Y.A. Yang och T.C. Huang. Clematis tamurae ingår i släktet klematisar, och familjen ranunkelväxter. Inga underarter finns listade i Catalogue of Life.